# Трофей Футбольної асоціації
Трофей Виклику Футбольної Асоціації (англ. The Football Association Challenge Trophy), загалом відомий просто як Трофей Футбольної Асоціації (англ. FA Trophy), є четвертим за важливістю кубковим турніром в англійському футболі. В ньому беруть участь напівпрофесійні та аматорські клуби з рівнів 5-8 системи футбольних ліг Англії).
Фінал турніру, заснованого у 1969 році, традиційно відбувається на стадіоні «Вемблі» (крім 2001-07 років, коли він був на реконструкції). Рекордом відвідуваності є фінал сезону 2006-07 між «Кіддермінстер Гарріерз» і «Стівенідж Боро» у присутності 53 262 глядачів.